# 대한민국 민법 제715조
대한민국 민법 제715조는 조합채무자의 상계의 금지에 대한 대한민국 민법 채권법 조합에 대한 조문이다. 2022년 12월 13일에 법률 제19069호로 시행되었다. 

## 조문
제715조(조합채무자의 상계의 금지) 조합의 채무자는 그 채무와 조합원에 대한 채권으로 상계하지 못한다.

第715條(組合債務者의 相計의 禁止)  組合의 債務者는 그 債務와 組合員에 對한 債權으로 相計하지 못한다.

## 같이 보기
- 상계

## 참고 문헌
- 오현수, 일본민법, 진원사, 2014. ISBN 9788963463452
- 오세경, 대법전, 법전출판사, 2014 ISBN 9788926210277
- 이준현, LOGOS 민법 조문판례집, 미래가치, 2015. ISBN 9791155020869